# Interstate 280 (Illinois-Iowa)
Die Interstate 280 (kurz I-280) ist ein Ost-West Interstate Highway in den westlichen und südlichen Bereichen um die Quad Cities von Illinois und Iowa. Sie beginnt an der Interstate 80 nähe Davenport und endet nach 43 Kilometern an der Interstate 80 nähe Colona.

## Verlauf
Ab dem Kreuz mit der I-80 wird die Trasse der Interstate 280 vom U.S. Highway 6 bis zur ersten Ausfahrt genutzt. Die I-280 verläuft anschließend in südlicher Richtung und trifft im Südosten von Davenport auf den U.S. Highway 61 und kurz darauf auf die Iowa State Route 22. Mit der Überquerung des Mississippi Rivers auf der I-280 Bridge erreicht die Interstate den Bundesstaat Illinois.
An der ersten Ausfahrt in Illinois zweigt die State Route 92 in nördlicher Richtung ab, und kurz darauf wird sie vom U.S. Highway 67 gekreuzt. Im Norden des Quad City International Airports trifft die Interstate 280 erneut auf den US 6. Weiterhin teilt sie sich bis zur I-80 die Trasse mit der Interstate 74.